# Arskrippana

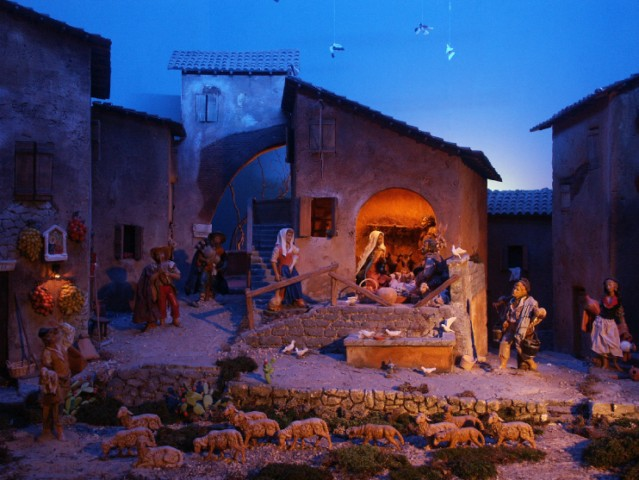
Diese Krippe stand ehemals in den Privaträumen des Papstes Johannes Paul II.

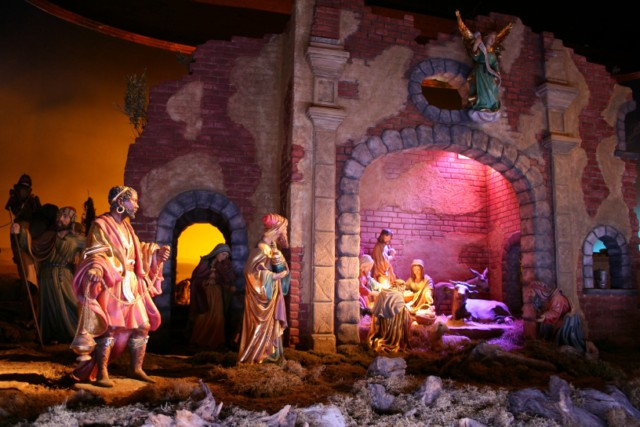
Krippe Süd-Tirol

Die ArsKRIPPANA (Eigenschreibweise, auch ArsKrippana; früher Krippana) ist eine ganzjährige Krippenausstellung in Losheim in der Eifel nahe der Grenze zu Belgien. Sie gehört zum Ardenner Cultur Boulevard. Mit einer 2.500 m² großen Ausstellungsfläche befindet sich hier die größte Krippenausstellung Europas. Es werden zeitgenössische, sozialkritische und moderne Darstellungen der Krippenwelt gezeigt.
Die Bezeichnung ist eine pseudolateinische Konstruktion aus lat. ars „Kunst“ und Krippe, wohl für „Krippenkunst“.

## Entstehung
Die „Krippana“ war von 1978 bis 1986 in einer ehemaligen Molkerei in Monschau-Höfen. Wegen Problemen mit dem gesetzlichen Brandschutz an diesem Standort wurde sie nach Losheim verlegt und 1989 als „ArsKrippana“ wiedereröffnet. Die Krippana zeigte bisher über 5000 Krippen, bis zu 300 Krippen aus aller Welt gleichzeitig: Krippen in Lebensgröße, in Miniatur, aus Gips, Holz, Metall, Keramik, Kieselsteinen und anderen Materialien.
Der Grundgedanke bestand darin, Kirchenkrippen nicht nur zur Weihnachtszeit, sondern während des ganzen Jahres auszustellen. In der Anfangszeit wurden die Krippen nur zehn Monate im Jahr in Höfen gezeigt, in der Weihnachtszeit kehrten sie zu ihren Besitzern und in ihre Heimatkirchen zurück. Seit einigen Jahren stehen im Vordergrund der Krippana neben Kirchenkrippen auch spanische Landschaftskrippen und Shona-Kunst aus Simbabwe sowie jährlich wechselnde Sonderausstellungen.
Im selben Gebäude befinden sich die ArsFIGURA, eine Puppenausstellung, die ArsShona, die Steinkunstwerke aus Simbabwe zeigt und nebenan die Modelleisenbahnausstellung ArsTECNICA, die allesamt Bestandteil des Ardenner Cultur Boulevards sind.

## Shona-Kunst

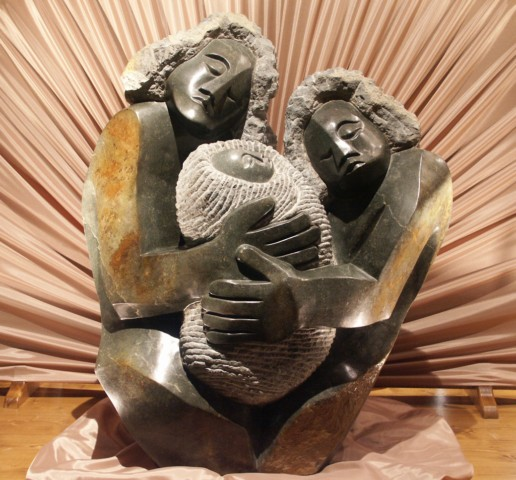
Shona-Kunst

Die ArsKrippana zeigt Bildhauerarbeiten der älteren und zeitgenössischen Kunst der größten Bevölkerungsgruppe in Simbabwe. Die Krippen verschiedener Künstler sind aus Stein, besonders aus Serpentint, angefertigt.

## Spanische Landschaftskrippen

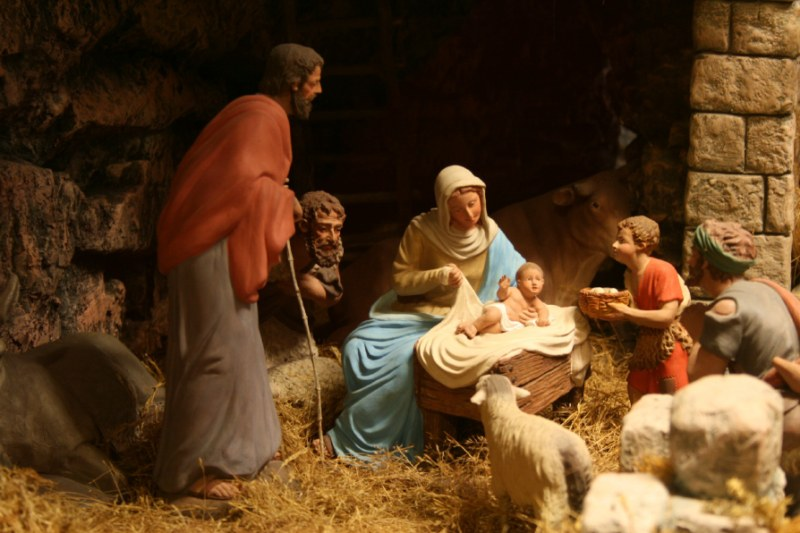
Spanische Landschaftskrippen

In Spanien gab es schon im ausgehenden Mittelalter Darstellungen der Geburt Christi. Das Thema erreichte jedoch erst in der Barockzeit wirkliche Beliebtheit. Man unterscheidet zwischen zwei Traditionen: die Heimatkrippe, in der örtliches Brauchtum und Anachronismen vorgefunden werden, und die orientalische Krippe, die dem Impuls der romantischen Strömung des 19. Jahrhunderts folgend, das biblische Geschehen zu Beginn des Zeitalters näher bringt.

## Verkehrsanbindung
Die ArsKrippana befindet sich an der deutsch-belgischen Grenze in 53940 Losheim/Eifel an den Bundesstraßen 265 und 421.